# Radikalaxel

Figur 1.
Radikalaxeln röd till de två cirklarna. Potensen för punkten är densamma i förhållande till båda cirklarna.

Figur 2.
Fem radikalaxlar (röda) till fem par av cirklar.

Figur 3.
De tre radikalaxlarna (gröna) till de tre paren av cirklar (blå) skär varandra i radikalcentrum (. Den magentafärgade cirkeln med medelpunkt i och radierna till tangeringspunkterna (orange) är ortogonal mot de tre blå cirklarna. och skär varandra, och tangera varandra och och gör varken eller. Att och tangerar varandra gör att två av tangenterna från sammanfaller.

Radikalaxeln, även kallad  potenslinjen eller kordalen, är den linje på vilken alla punkter som har samma potens till två givna, ej koncentriska, cirklar ligger. Således är potensen ({\displaystyle {\Pi }}) för en punkt ({\displaystyle P}) på linjen till de två cirklarna ({\displaystyle C_{1}} och {\displaystyle C_{2}}, med medelpunkterna {\displaystyle M_{1}} respektive {\displaystyle M_{2}} och radierna {\displaystyle r_{1}} respektive {\displaystyle r_{2}} – se figur 1):
{\displaystyle {\Pi }_{PC_{1}}={\Pi }_{PC_{2}}=|{\overline {PM_{1}}}|^{2}-{r_{1}}^{2}=|{\overline {PM_{2}}}|^{2}-{r_{2}}^{2}}.
Detta innbär inte att två skilda punkter på linjen har samma potens, utan att potensen för en punkt i förhållande till den ena cirkeln är densamma som i förhållande till den andra cirkeln. Potensen för skilda punkter på linjen är vanligtvis olika (likhet endast då båda punkterna ligger på samma avstånd från {\displaystyle {\overline {M_{1}M_{2}}}}).
Detta innebär också att från alla punkter på linjen som ligger utanför cirklarna är avståndet ({\displaystyle |{\overline {PT_{1}}}|} respektive {\displaystyle |{\overline {PT_{2}}}|}) till de fyra tangeringspunkterna med cirklarna lika:
{\displaystyle {\Pi }_{PC_{1}}={\Pi }_{PC_{2}}=|{\overline {PT_{1}}}|^{2}=|{\overline {PT_{2}}}|^{2}}.
Radikalaxeln är vinkelrät mot centrallinjen (linjen genom de båda cirklarnas medelpunkter, {\displaystyle {\overline {M_{1}M_{2}}}}). Om de båda cirklarna skär varandra går radikalaxeln genom de båda skärningspunkterna (den sammanfaller därmed med den förlängda gemensamma kordan) och tangerar cirklarna varandra sammanfaller den med tangenten i tangeringspunkten.
Är två skilda cirklar koncentriska finns det inga punkter som har samma potens i förhållande till båda (eftersom {\displaystyle |{\overline {PM_{1}}}|=|{\overline {PM_{2}}}|=|{\overline {PM}}|\land r_{1}\neq r_{2}\Rightarrow |{\overline {PM}}|^{2}-r_{1}^{2}\neq |{\overline {PM}}|^{2}-r_{2}^{2}}).
Har båda cirklarna samma radie är radikalaxeln mittpunktsnormalen till centrallinje {\displaystyle {\overline {M_{1}M_{2}}}}.
Alla cirklar, med kollinjära medelpunkter (det vill säga cirklar på en given centrallinje {\displaystyle M_{1}M_{2}}), {\displaystyle C_{x}} som uppfyller {\displaystyle \Pi =konstant=d_{C_{x}}^{2}-r_{C_{x}}^{2}}, där {\displaystyle r_{C_{x}}} är respektive cirkels radie och {\displaystyle d_{C_{x}}} är avståndet mellan dess medelpunkt {\displaystyle M_{x}} och en given punkt ({\displaystyle L}) på centrallinjen har samma radikalaxel, vilken skär centrallinjen i {\displaystyle L} och är vinkelrät mot denna. Cirklarna i en sådan cirkelmängd kallas koaxiala cirklar.
Radikalaxlarna till tre cirklar vars medelpunkter inte är kollinjära skär varandra i en punkt kallad radikalcentrum eller potenscentrum. Se figur 3. Även beteckningen "potenspunkt" har använts, men denna beteckning har också använts för skärningspunkten ({\displaystyle L}) mellan radikalaxeln och {\displaystyle {\overline {M_{1}M_{2}}}}. I det fall att potensen för radikalcentrum är positiv ({\displaystyle \Pi >0\Rightarrow } radikalcentrum ligger utanför alla cirklarna) kan tangenter dras från radikalcentrum till alla cirklarna och då dessa tangenter har samma längd (potensen är ju densamma och lika med kvadraten på avståndet till tangeringspunkterna, {\displaystyle \Pi =|{\overline {PT}}|^{2}}). Således skär en cirkel (magentafärgad i figur 3), med medelpunkt i radikalcentrum och radien lika med kvadratroten ur potensen, alla tre cirklarna i rät vinkel i tangeringspunkterna och denna cirkel är således ortogonal mot alla tre cirklarna.

## Bevis
Betrakta figur 1 (med beteckningar enligt figuren och {\displaystyle |{\overline {PL}}|=h}). På förhand givet är cirklarnas radier, {\displaystyle r_{1}} och {\displaystyle r_{2}}, samt avståndet mellan deras medelpunkter, {\displaystyle d=d_{1}+d_{2}}. Låt {\displaystyle P} vara en godtycklig punkt som uppfyller {\displaystyle \Pi _{C_{1}P}=\Pi _{C_{2}P}} och {\displaystyle L} dess fotpunkt på {\displaystyle {\overline {M_{1}M_{2}}}}. Trianglarna {\displaystyle \triangle M_{1}LP} och {\displaystyle \triangle M_{2}LP} är då båda rätvinkliga och Pythagoras sats ger:
{\displaystyle h^{2}+{d_{1}}^{2}-|{\overline {PM_{1}}}|^{2}=0=h^{2}+{d_{2}}^{2}-|{\overline {PM_{2}}}|^{2}\Rightarrow \ }{\displaystyle {d_{1}}^{2}-|{\overline {PM_{1}}}|^{2}={d_{2}}^{2}-|{\overline {PM_{2}}}|^{2}\Rightarrow \ }{\displaystyle {d_{1}}^{2}-{d_{2}}^{2}=|{\overline {PM_{1}}}|^{2}-|{\overline {PM_{2}}}|^{2}}
Eftersom {\displaystyle \Pi _{C_{1}P}=\Pi _{C_{2}P}} så är 
{\displaystyle (|{\overline {PM_{1}}}|+r_{1})\cdot (|{\overline {PM_{1}}}|-r_{1})=(|{\overline {PM_{2}}}|+r_{2})\cdot (|{\overline {PM_{2}}}|-r_{2})\Rightarrow \ }{\displaystyle |{\overline {PM_{1}}}|^{2}-r_{1}^{2}=|{\overline {PM_{2}}}|^{2}-r_{2}^{2}\Rightarrow \ }{\displaystyle d_{1}^{2}-d_{2}^{2}=r_{1}^{2}-r_{2}^{2}\Rightarrow \ }{\displaystyle (d_{1}+d_{2})\cdot (d_{1}-d_{2})={r_{1}}^{2}-{r_{2}}^{2}\Rightarrow \ }{\displaystyle (d_{1}-d_{2})={\frac {{r_{1}}^{2}-{r_{2}}^{2}}{d}}\Rightarrow }{\displaystyle d_{1}-(d-d_{1})=2\cdot d_{1}-d={\frac {{r_{1}}^{2}-{r_{2}}^{2}}{d}}\Rightarrow }
{\displaystyle |{\overline {M_{1}L}}|=d_{1}={\frac {d}{2}}+{\frac {{r_{1}}^{2}-{r_{2}}^{2}}{2\cdot d}}}
Då hela högerledet utgörs av fixa värden är värdet på {\displaystyle d_{1}} konstant och således har alla punkter på den räta linjen genom {\displaystyle L} och {\displaystyle P} samma potens i förhållande till båda cirklarna (en punkt som uppfyller {\displaystyle \Pi _{C_{1}P}=\Pi _{C_{2}P}} har ju visats ha sin fotpunkt på {\displaystyle {\overline {M_{1}M_{2}}}} i {\displaystyle L}).
Då radikalaxeln går vinkelrätt mot centrallinjen genom {\displaystyle L} och potensen för denna punkt i förhållande till en cirkel {\displaystyle C_{x}} med medelpunkt på centrallinjen är {\displaystyle {\Pi }_{C_{x}L}=|{\overline {LM_{x}}}|^{2}-{r_{x}}^{2}}, delar därför alla cirklar som uppfyller {\displaystyle {\Pi }_{C_{x}L}=} konstant {\displaystyle ={d_{x}}^{2}-{r_{x}}^{2}} radikalaxeln genom {\displaystyle L}.

## Namnhistorik
- Louis Gaultier införde begreppen "radikalaxel" (franska "axe radical") och "radikalcentrum" ("centre radical") 1812.[7]
- "Idealkorda" (franska "corde idéale") och "idealsekant" ("sécante idéale") användes av Jean-Victor Poncelet 1820 (men hade föga överlevnadsvärde).[8]
- "Kordal" (tyska "Chordale") infördes av Julius Plücker 1828.[9]
- "Potenslinje" (tyska "Potenzgerade", "Potenzlinie") och "potenspunkt" härstammar från Jakob Steiner som 1826 använde "Linie der gleichen Potenzen der Kreise" (linje med lika potenser till cirkeln) och "Punkt der gleichen Potenzen der drei Kreise".[10]